# Unijerina
Unijerina je malo, praktički napušteno naselje u Boki kotorskoj, u općini Kotor. Smješteno je u zaleđu Risna, na nadmorskoj visini od nekih 600 metara. Naselje je ime dobilo po jamama, brojnim na tom području, koje lokalni stanovnici zovu unirine.

## Povijest
Unijerine su, kao i obližnje selo Knežlaz, odigrale značajnu ulogu tijekom takozvanog Krivošijskog ustanka (1869.), podignutog zbog općeg novačenja pučanstva u austrougarske vojne postrojbe.

## Stanovništvo

### Nacionalni sastav po popisu 2003.[1]
- Srbi -  11
- Crnogorci - 8
- Neopredijeljeni - 1

## Uprava
Unijerina administracijski pripada mjesnoj zajednici Donje Krivošije.